# تاريخ الواقي الذكري

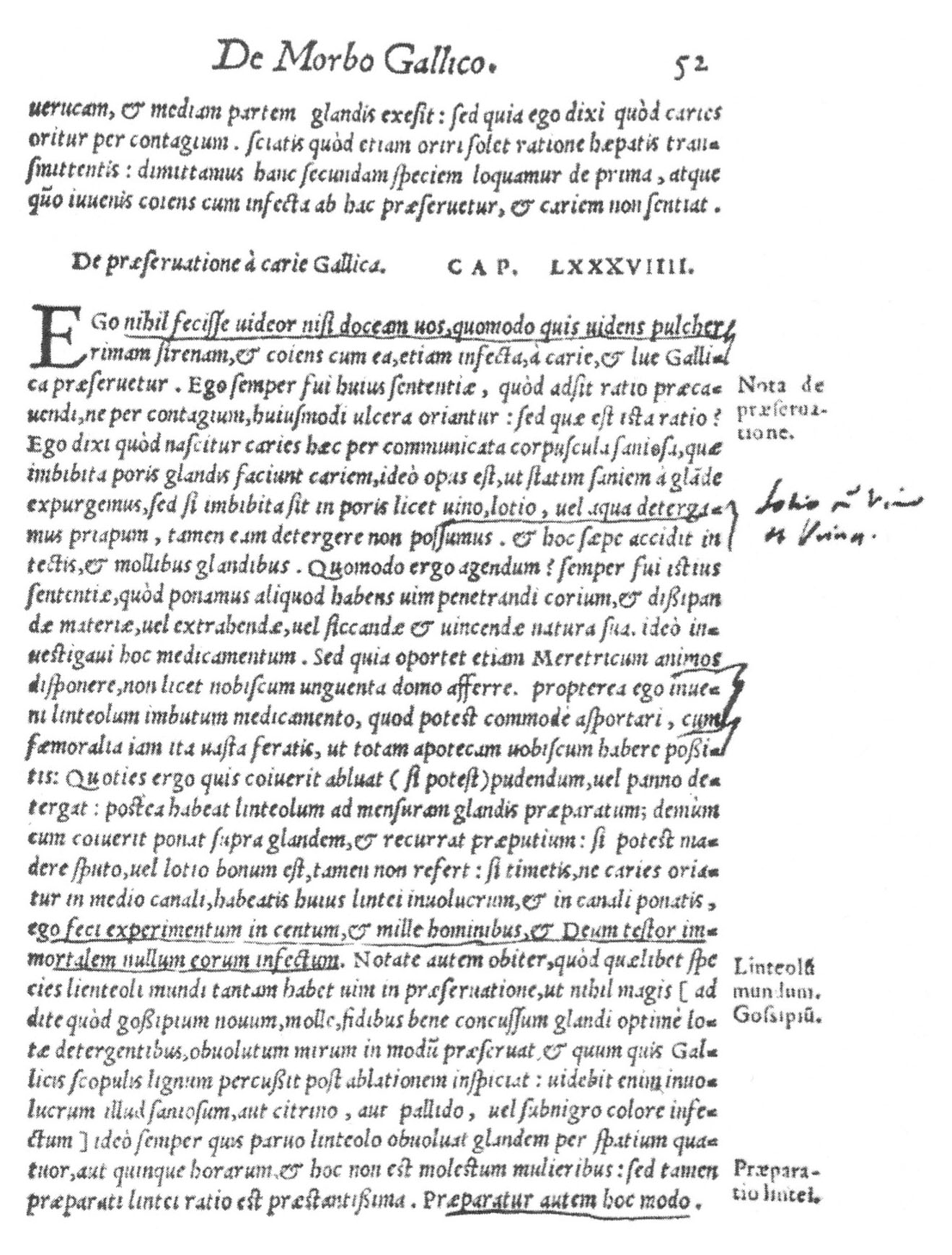
صفحة من دي Morbo Gallico (والأمراض الفرنسية)، اطروحة غابرييل Falloppio على مرض الزهري. نشرت في 1564، فهو يصف ما هو ربما أول استخدام الواقي الذكري.

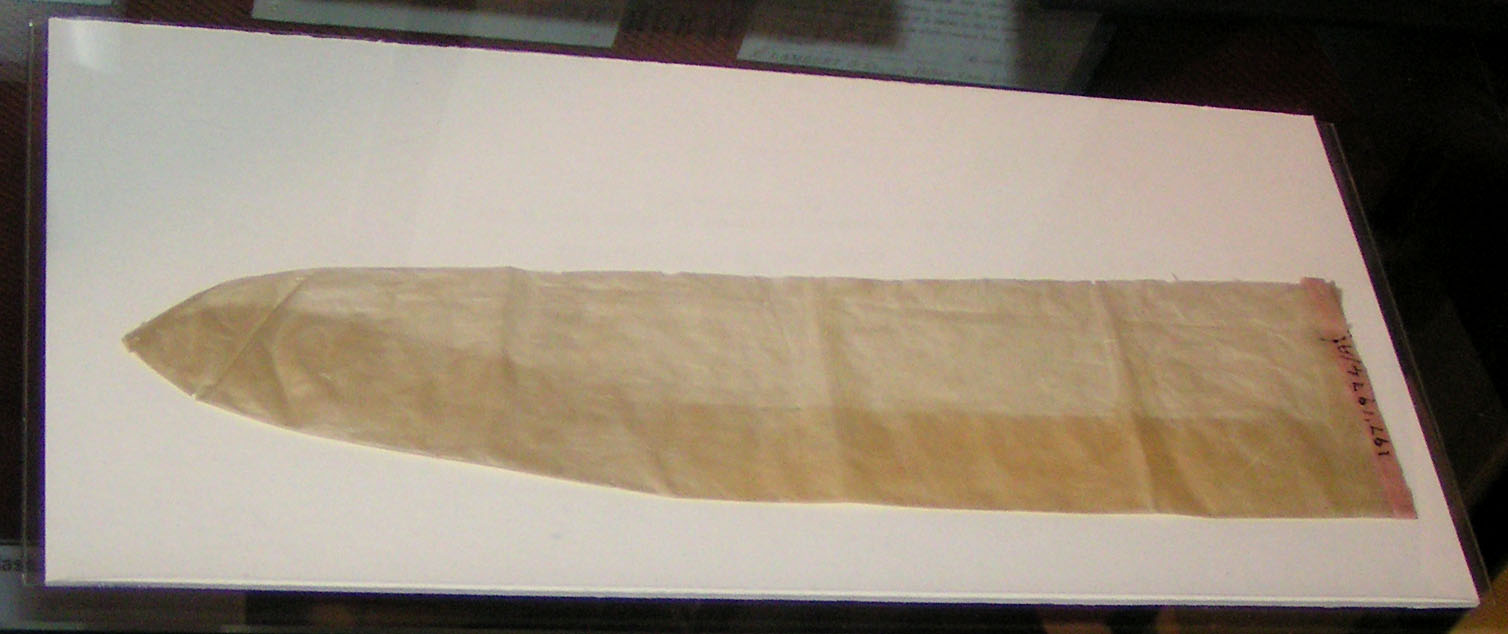
واقي ذكري مصنوع من أمعاء الحيوان حوالي عام 1900

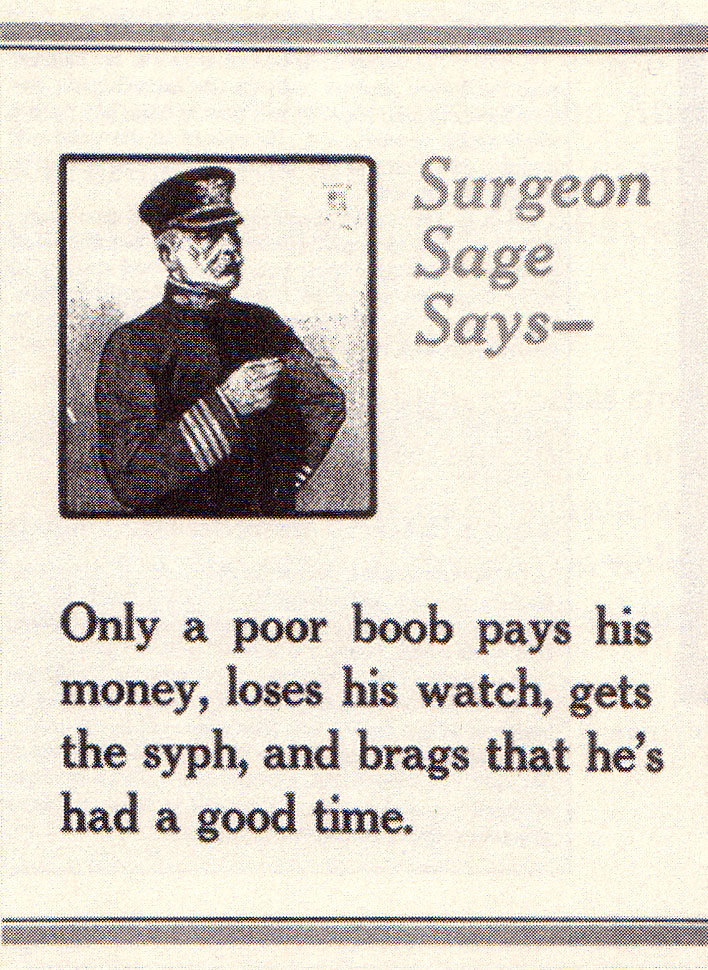
الحرب العالمية الأولى عصر ملصق الجيش الامريكي تشجيع الامتناع عن ممارسة الجنس.

تاريخ الواقي الذكري يعود على الأقل عدة قرون، وربما بعده. بالنسبة لمعظم تاريخهم، وقد استخدمت الواقي الذكري على حد سواء كوسيلة من وسائل منع الحمل، وكإجراء وقائي ضد الأمراض التي تنتقل عن طريق الاتصال الجنسي. بذلت الواقي الذكري من مجموعة متنوعة من المواد؛ قبل القرن ال19، المعالجة كيميائيا الكتان والحيوان الأنسجة (الأمعاء أو المثانة) هي أصناف أفضل موثقة. اكتسبت الواقي الذكري المطاطي شعبية في منتصف القرن 19، وفي أوائل القرن 20th وقد حققت تقدما كبيرا في تقنيات التصنيع. قبل إدخال حبوب منع الحمل الفموية المشترك، كانت الواقي الذكري الأسلوب الأكثر شعبية تحديد النسل في العالم الغربي. في النصف الثاني من القرن 20th، وانخفاض تكلفة الواقي الذكري ساهمت في أهميتها في برامج تنظيم الأسرة في جميع أنحاء العالم النامي. أصبحت الواقي الذكري أيضا متزايد الأهمية في الجهود المبذولة لمكافحة وباء الإيدز. تم العثور على أقدم الواقي الذكري المستخرجة من أي وقت مضى في بالوعة تقع في ساحة قلعة دادلي وقدمت من غشاء حيواني، والواقي الذكري تعود إلى عام 1642.